# Conyza microglossa
Conyza microglossa là một loài thực vật có hoa trong họ Cúc. Loài này được (S.F.Blake) Cronquist mô tả khoa học đầu tiên năm 1943.